# Piotr Durka
Piotr Jerzy Durka (ur. 15 października 1964 w Warszawie) – polski naukowiec specjalizujący się w fizyce biomedycznej, profesor nauk fizycznych.

## Życiorys
Uzyskał doktorat i habilitację na Wydziale Fizyki Uniwersytetu Warszawskiego, gdzie obecnie pracuje jako wykładowca. Wdrożył pierwsze na świecie studia w zakresie neuroinformatyki na poziomie licencjackim.
Jego zespół prowadzi badania nad interfejsem mózg-komputer.
Jest twórcą projektu otwartych podręczników akademickich z zakresu fizyki biomedycznej. Prezes BrainTech, pierwszej w świecie firmy dostarczającej profesjonalne systemy EEG oparte na wolnym oprogramowaniu. Autor kilku książek i kilkudziesięciu artykułów naukowych.

## Wybrane publikacje

### Książki
- Matching Pursuit and Unification in EEG Analysis. Artech House, 2007. ISBN 978-1-58053-304-1. Brak numerów stron w książce
- Internet. Komputer. Cyfrowa Rewolucja. Warszawa: Wydawnictwo Naukowe PWN, 2000. ISBN 83-01-13360-0. Brak numerów stron w książce
- Cyfrowy Świat: jak to działa. Warszawa: Wydawnictwo Adamantan, 2004. ISBN 83-85655-20-4. Brak numerów stron w książce
- Wstęp do współczesnej statystyki. Warszawa: Wydawnictwo Adamantan, 2003. ISBN 83-85655-82-4. Brak numerów stron w książce

### Ważniejsze artykuły
- C. Baumgartner, KJ. Blinowska, A. Cichocki, H. Dickhaus i inni. Discussion of Time-frequency Techniques in Biomedical Signal Analysis: A Tutorial Review of Similarities and Differences.. „Methods Inf Med”. 52 (4), s. 297-307, Aug 2013. PMID: 23922177.
- R. Kus, D. Valbuena, J. Zygierewicz, T. Malechka i inni. Asynchronous BCI based on motor imagery with automated calibration and neurofeedback training.. „IEEE Trans Neural Syst Rehabil Eng”. 20 (6), s. 823-35, Nov 2012. DOI: 10.1109/TNSRE.2012.2214789. PMID: 23033330.
- M. Jörn, C. Sielużycki, MA. Matysiak, J. Zygierewicz i inni. Single-trial reconstruction of auditory evoked magnetic fields by means of Template Matching Pursuit.. „J Neurosci Methods”. 199 (1), s. 119-28, Jul 2011. DOI: 10.1016/j.jneumeth.2011.04.019. PMID: 21536070.
- P. Zwoliński, M. Roszkowski, J. Zygierewicz, S. Haufe i inni. Open database of epileptic EEG with MRI and postoperational assessment of foci--a real world verification for the EEG inverse solutions.. „Neuroinformatics”. 8 (4), s. 285-99, Dec 2010. DOI: 10.1007/s12021-010-9086-6. PMID: 20872095.
- PJ. Durka, GJ. Blinowski, H. Klekowicz, U. Malinowska i inni. Information infrastructure for cooperative research in neuroscience.. „Comput Intell Neurosci”, s. 409624, 2009. DOI: 10.1155/2009/409624. PMID: 19753299.
- K. Wendel, O. Väisänen, J. Malmivuo, NG. Gencer i inni. EEG/MEG source imaging: methods, challenges, and open issues.. „Comput Intell Neurosci”, s. 656092, 2009. DOI: 10.1155/2009/656092. PMID: 19639045.
- J. Zygierewicz, U. Malinowska, P. Suffczyński, T. Piotrowski i inni. Event-related desynchronization and synchronization in evoked K-complexes.. „Acta Neurobiol Exp (Wars)”. 69 (2), s. 254-61, 2009. PMID: 19593338.
- PJ. Durka. Time-frequency microstructure and statistical significance of ERD and ERS.. „Prog Brain Res”. 159, s. 121-33, 2006. DOI: 10.1016/S0079-6123(06)59008-9. PMID: 17071227.
- KJ. Blinowska, PJ. Durka. Efficient application of Internet databases for new signal processing methods.. „Clin EEG Neurosci”. 36 (2), s. 123-30, Apr 2005. PMID: 15999908.